# Euphorbia laikipiensis
Euphorbia laikipiensis es una especie fanerógama perteneciente a la familia de las euforbiáceas. Es endémica de Kenia en  Laikipia.

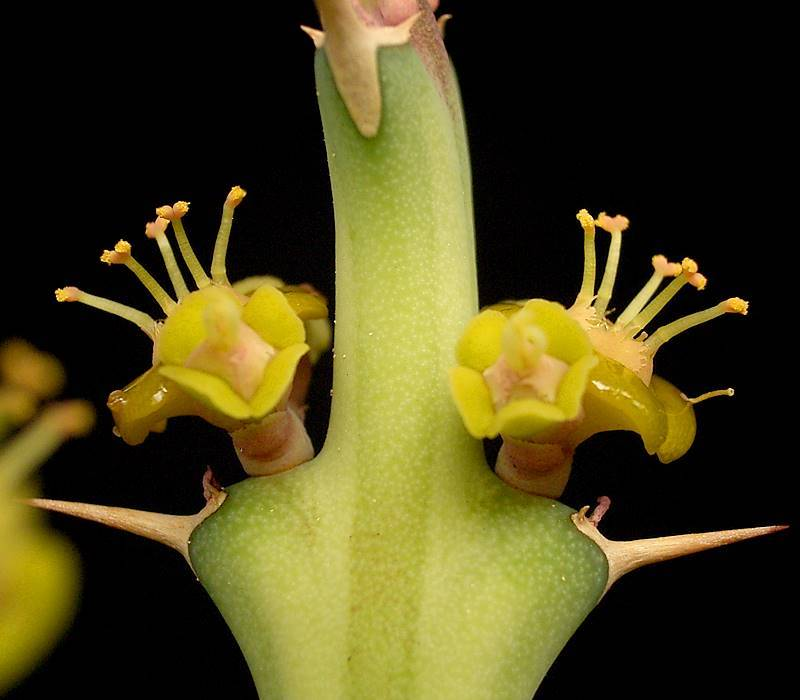
Ciato

## Descripción
Es una rara y pequeña especie perenne suculenta que alcanza un tamaño de 10 cm de altura y 20 cm de diámetro, densamente ramificada desde la base, con una raíz carnosa gruesa; las ramas de 10 cm de largo y 8-10 mm de grosor, cilíndricas, no ramificadas, con dientes poco profundos de 1-1,5 cm en 4 series longitudinales; es espinoso.

## Ecología
Se encuentra en suelo rocoso en el prado, con arbustos de hoja caduca, a una altitud de 1700-1850 metros.
Es  una especie cercana a Euphorbia graciliramea, Euphorbia similiramea.

## Taxonomía
Euphorbia laikipiensis fue descrita por Susan Carter Holmes y publicado en Kew Bulletin 42: 373. 1987.
Etimología
Euphorbia: nombre genérico que deriva del médico griego del rey Juba II de Mauritania (52 a 50 a. C. - 23), Euphorbus, en su honor – o en alusión a su gran vientre –  ya que usaba médicamente Euphorbia resinifera. En 1753 Carlos Linneo asignó el nombre a todo el género.
laikipiensis: epíteto geográfico que alude a su localización en Laikipia en Kenia.